# حالة عقلية
الحالة العقلية أو الخاصية العقلية هي حالة ذهنية للشخص. تشمل الحالات العقلية فئة متنوعة، بما في ذلك الإدراك، وتجربة الألم/المتعة، والاعتقاد، والرغبة، والنية، والعاطفة، والذاكرة. هناك جدل حول التعريف الدقيق للمصطلح. وفقًا للمقاربات المعرفية، فإن العلامة الأساسية للحالات العقلية هي أن موضوعها يتمتع بامتياز الوصول المعرفي بينما لا يستطيع الآخرون استنتاج وجودهم إلا من العلامات الخارجية. ترى المناهج المبنية على الوعي أن جميع الحالات العقلية إما أن تكون واعية بحد ذاتها أو تقف في علاقة صحيحة مع الحالات الواعية. من ناحية أخرى، ترى المقاربات المبنية على القصدية أن قدرة العقول على الإشارة إلى الأشياء وتمثيل العالم كعلامة للعقل. وفقًا للمقاربات الوظيفية، يتم تعريف الحالات العقلية من حيث دورها في الشبكة السببية بشكل مستقل عن خصائصها الجوهرية. ينكر بعض الفلاسفة جميع الأساليب المذكورة أعلاه من خلال اعتبار أن مصطلح "عقلي" يشير إلى مجموعة من الأفكار المرتبطة بشكل فضفاض دون وجود سمة موحدة أساسية يتقاسمها الجميع. تم اقتراح تصنيفات متداخلة مختلفة للحالات العقلية. تعمل الفروق المهمة على تجميع الظواهر العقلية معًا وفقًا لما إذا كانت حسية أو افتراضية أو مقصودة أو واعية أو عارضة. تتضمن الحالات الحسية انطباعات حسية مثل الإدراك البصري أو الآلام الجسدية. المواقف الافتراضية، مثل المعتقدات والرغبات، هي علاقات تربط الشخص بافتراض ما. إن خاصية الحالات المتعمدة هي أنها تشير إلى أشياء أو حالات أو تتعلق بها. الحالات الواعية هي جزء من التجربة الظواهرية بينما الحالات الحدوثية فعالة سببيًا داخل عقل المالك، مع أو بدون وعي. يعود أحد التصنيفات المؤثرة للحالات العقلية إلى فرانز برينتانو، الذي يرى أن هناك ثلاثة أنواع أساسية فقط: العروض، والأحكام، وظواهر الحب والكراهية.
عادة ما تتناقض الحالات العقلية مع الجوانب الجسدية أو المادية. بالنسبة للفيزيائيين (غير الإقصائيين)، فهي نوع من الخاصية عالية المستوى التي يمكن فهمها من حيث النشاط العصبي الدقيق. من ناحية أخرى، يزعم أنصار مثنوية الخصائص أنه لا يوجد مثل هذا التفسير الاختزالي الممكن. قد يرفض دعاة الإقصائية وجود خصائص عقلية، أو على الأقل تلك التي تتوافق مع الفئات النفسية الشعبية مثل الفكر والذاكرة. تلعب الحالات العقلية دورًا مهمًا في مجالات مختلفة، بما في ذلك فلسفة العقل ونظرية المعرفة والعلوم المعرفية. في علم النفس، لا يستخدم هذا المصطلح فقط للإشارة إلى الحالات العقلية الفردية المذكورة أعلاه ولكن أيضًا لتقييم أكثر شمولي للصحة العقلية للشخص.